# Bill Behr
William Leon Behr, detto Bill (Frankfort, 7 luglio 1919 – Lebanon, 6 agosto 1997), è stato un cestista statunitense, professionista nella NBL.

## Carriera
Giocò una stagione nella NBL, disputando 20 partite con 3,5 punti di media.